# Пратли, Брук
Брук Пратли (англ. Brooke Pratley;) — австралийская гребчиха, выступавшая за сборную Австралии по академической гребле в период 2006—2016 годов. Серебряная призёрка летних Олимпийских игр в Лондоне, чемпионка мира, победительница и призёрка многих регат национального значения.

## Биография
Брук Пратли родилась 6 апреля 1980 года в городе Гоулберн штата Новый Южный Уэльс, Австралия.
Заниматься академической греблей начала в 2003 году. Состояла в гребной команде во время учёбы в Сиднейском университете, позже проходила подготовку в Австралийском институте спорта.
Первого серьёзного успеха на взрослом международном уровне добилась в сезоне 2006 года, когда вошла в основной состав австралийской национальной сборной и побывала на чемпионате мира в Итоне, откуда привезла награду золотого достоинства, выигранную в зачёте парных двоек.
В 2007 году в парных четвёрках выступила на мировом первенстве в Мюнхене, но сумела квалифицироваться здесь лишь в утешительный финал B.
В 2008 году в распашных рулевых восьмёрках выиграла серебряную медаль на этапе Кубка мира в Люцерне и благодаря череде удачных выступлений удостоилась права защищать честь страны на летних Олимпийских играх 2008 года в Пекине. Тем не менее, попасть в число призёров не смогла, в решающем заезде восьмёрок пришла к финишу шестой.
После пекинской Олимпиады Пратли осталась в гребной команде Австралии на ещё один олимпийский цикл и продолжила принимать участие в крупнейших международных регатах. Так, в 2010 году она выступила на мировом первенстве в Карапиро, где заняла четвёртое место в парных четвёрках.
В 2011 году в парных четвёрках стала пятой на этапе Кубка мира в Люцерне и четвёртой на чемпионате мира в Бледе.
Находясь в числе лидеров австралийской национальной сборной, благополучно прошла отбор на Олимпийские игры 2012 года в Лондоне. Вместе с напарницей Ким Кроу показала второй результат в программе парных двоек, уступив в финале только экипажу из Великобритании, и тем самым завоевала серебряную олимпийскую медаль.
Сразу по окончании лондонских Игр Брук Пратли объявила о завершении спортивной карьеры. Впоследствии работала спортивным физиотерапевтом в Квинсленде.